# Jorge Böhm
Hans Jörg Böhm (Neustadt na Estrada do Vinho, 1 de julho de 1938) é um empresário e vinicultor alemão. Jörg começou como empresário na viticultura e no comércio de vinho com inovação através da transferência de tecnologia viticola e de melhoramento da videira, especialmente para as castas portuguesas e espanholas. É também autor coordinador, bem como organizador de simpósios no campo técnico e científico da viticultura.

## Vida

### Antes de emigração

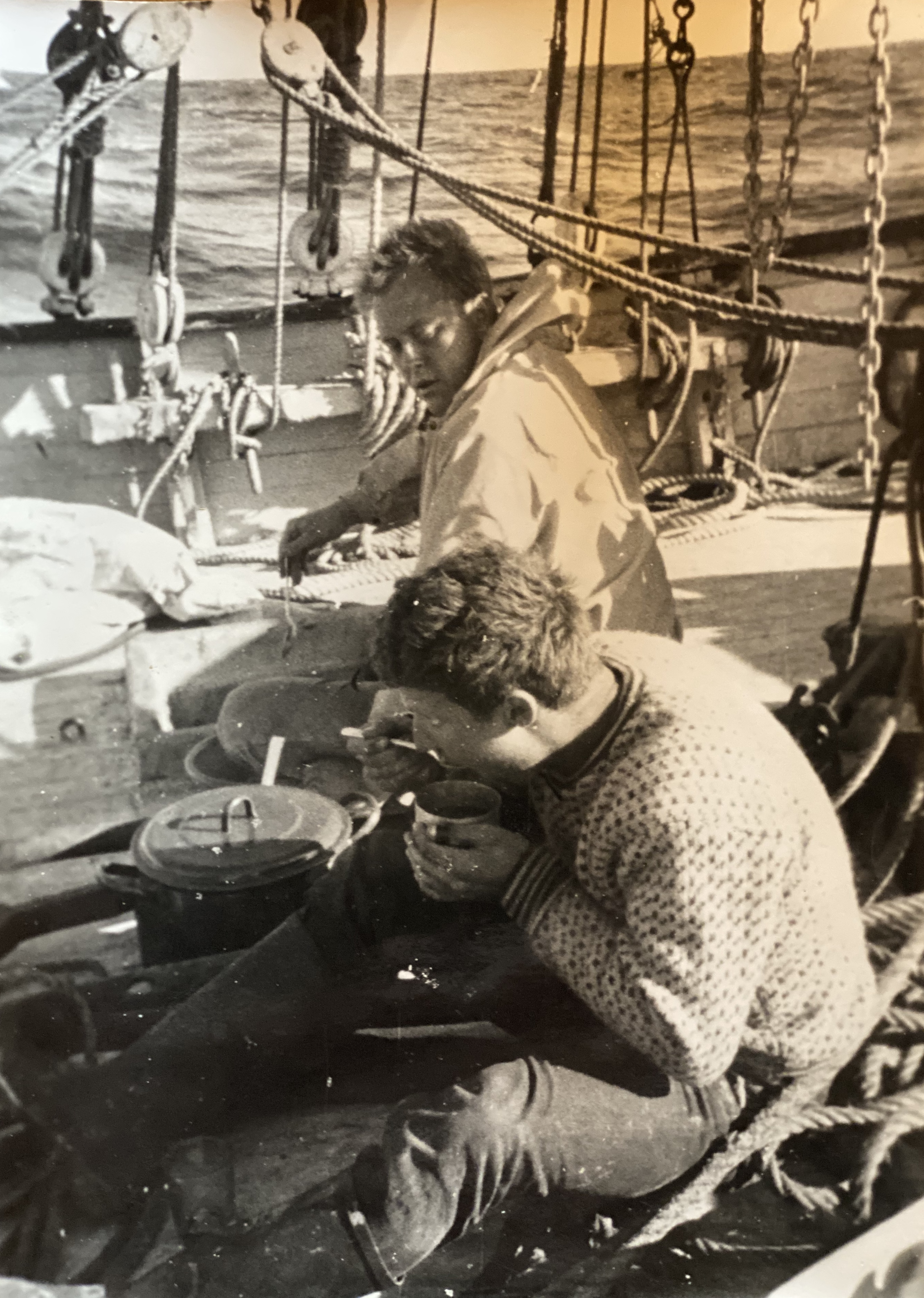
Jorge Böhm na sua viage, com o veleiro de atum convertido que encalhou em Cascais em 1961.

Böhm veio de uma família de comerciantes de vinho, frequentou a escola superior de ciências naturais em Neustadt e, depois de terminar o liceu, estudou administração de empresas (1958 a 1963) com exames em Munique, na Universidade Luís Maximiliano.
Em 1961, organizou uma viagem no veleiro de atum convertido 'Prosper d'Étel', que terminou inesperadamente em Cascais, onde se apaixonou pelo seu futuro país adoptivo. Depois de se formar, fez um estágio de marketing na filial da Unilever no Brasil (Gessy-Lever).
De 1964 a 1981 foi diretor executivo da adega familiar Carl Jos. Hoch KG em Neustadt an der Weinstraße com as quintas associadas Dr. Deinhard e Herzogshof. Foi membro do comité de gestão da Associação dos Exportadores Alemães de Vinho e presidente do conselho de administração da Associação de Arte de Neustadt (aquisição da colecção de quadros por pintores alemães contemporâneos, agora acessível em Montemor). Em 1969, sob responsabilidade de Böhm, Carl Jos. Hoch KG foi o maior importador de vinhos portugueses na Alemanha.
Böhm estava em Portugal no dia da Revolução dos Cravos em 1974. Pouco depois, o primeiro investimento estrangeiro foi feito sob o então novo Codigo de investimento de estrangeiros, e foi fundada uma adega de exportação do mesmo nome com Stephan Baron von Breisky.
Em 1981, a empresa familiar da adega de Neustadt foi dissolvida. Böhm preparou-se para a realização do investimento previsto em 1981/82 como estudante convidado na Universidade de Ciências Aplicadas de Geisenheim sob a orientação dos Professores Becker (melhoramento de videiras) e Schaller (ciência do solo). Ao mesmo tempo, foi adquirida em Portugal a Quinta de São Jorge em Montemor-o-Novo e, com a ajuda do Engº Raposo Palma (ministério da agricultura), foi fundada a empresa Viveiros PLANSEL Lda (projecto KfW para a introdução de videiras enxertadas certificadas em Portugal). Foram estabelecidas as primeiras plantações de estacas de porta-enxertos certificadas.
Em 1982 Böhm emigrou para Portugal.

### A vida em Portugal
Em 1984, Böhm foi membro do conselho fundador da Associação Portuguesa de Viveiristas viticolas (VITICERT) e delegado da organização europeia CIP (com sede na Suíça). A associação apelou para que as empresas privadas pudessem participar no melhoramento e na certificação do material viticola.
Desde o milénio, Böhm renunciou à gestão operacional da sua empresa, a Viveiros, mas continua a ser responsável pela inovação na criação de vinhas. Com base no trabalho de pesquisa do seu pai, a sua filha Dorina Lindemann dirige agora a empresa Viveiros PLANSEL e a adega da Quinta da PLANSEL com 80 hectares de vinhas.
Em 2003, Böhm foi membro do “cluster do vinho” (Michel Porter, Universidade de Harvard) e assegurou a introdução oficial de clones de vinha portugueses certificados nos EUA, Austrália, Nova Zelândia, Itália e Alemanha, a fim de promover indirectamente o vinho português através das castas.
De 2017 a 2020, Böhm ocupou o cargo de Vice-Presidente para a Viticultura na Associação Portuguesa se Horticultura.

## Trabalho

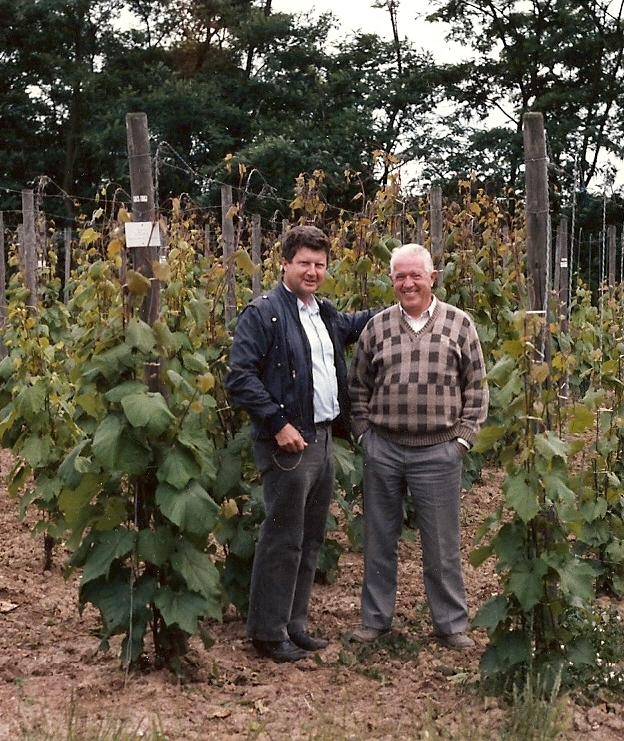
Jorge Böhm com o Prof. Dr. H. Becker nos terrenos de investigação de universidade de Geisenheim.

Em 1979, o Prof. Dr. Helmuth Becker do Institute for Grapevine Breeding de Geisenheim preparou um parecer especializado para a criação de uma quinta de reprodução e propagação de videiras. Este relatório foi apresentado ao Secretário de Estado do Ministério da Agricultura português, Professor José V. J. Carvalho Cardoso.
De 1981 a 1984, o Böhm começou a seleccionar castas de uva a título privado. Neste tempo na prática, não houve selecção sanitária de vinhas e porta-enxertos, pouco se sabia sobre a qualidade do vinho das castas.  Foram assinados acordos de cooperação com a Universidade de Évora (vinificação) e a Estação Agronomica Nacional (EAN) em Oeiras (selecção sanitária). Foi criada uma biblioteca agrícola em Montemor como fonte de informação para a selecção das importantes castas autóctones portuguesas (dada a diversidade de 340 genótipos oficialmente conhecidos).
Utilizando o sistema de fermentação a frio, invulgar em Portugal, a micro-vinificação foi realizada com castas importantes na Universidade de Évora de 1983 a 1995, seguindo a tecnologia de Geisenheim. Os vinhos foram classificados pela comissão de provadores da Junta Nacional de Vinhos (JNV). Estas classificações foram verificadas em Inglaterra pelo Institute of Masters of Wine, em França pelo instituto estatal de viticultura (ANTAV) e na Alemanha pela Universidade de Ciências Aplicadas de Geisenheim. A selecção foi realizada de acordo com a metodologia de Geisenheim e confirmada por EAN Oeiras através de testes de vírus.
Após longas disputas administrativas sobre os princípios das regras de certificação monoclonal, as primeiras videiras e clones de porta-enxertos foram apresentados pela Viveiros PLANSEL Lda em 1992 à Comissão Nacional para o Exame de Variedades de Videira (CNEVV), existente na Direção-Geral da Alimentação e Veterinária. Contudo, foi apenas após um inquérito no Parlamento Europeu por iniciativa da Viveiros PLANSEL Lda e uma alteração das leis, que 25 variedades foram admitidos a certificação em 2006 (Despachos: 6225/2006 (2.ª série), 20603/1998, 24303/2001.)

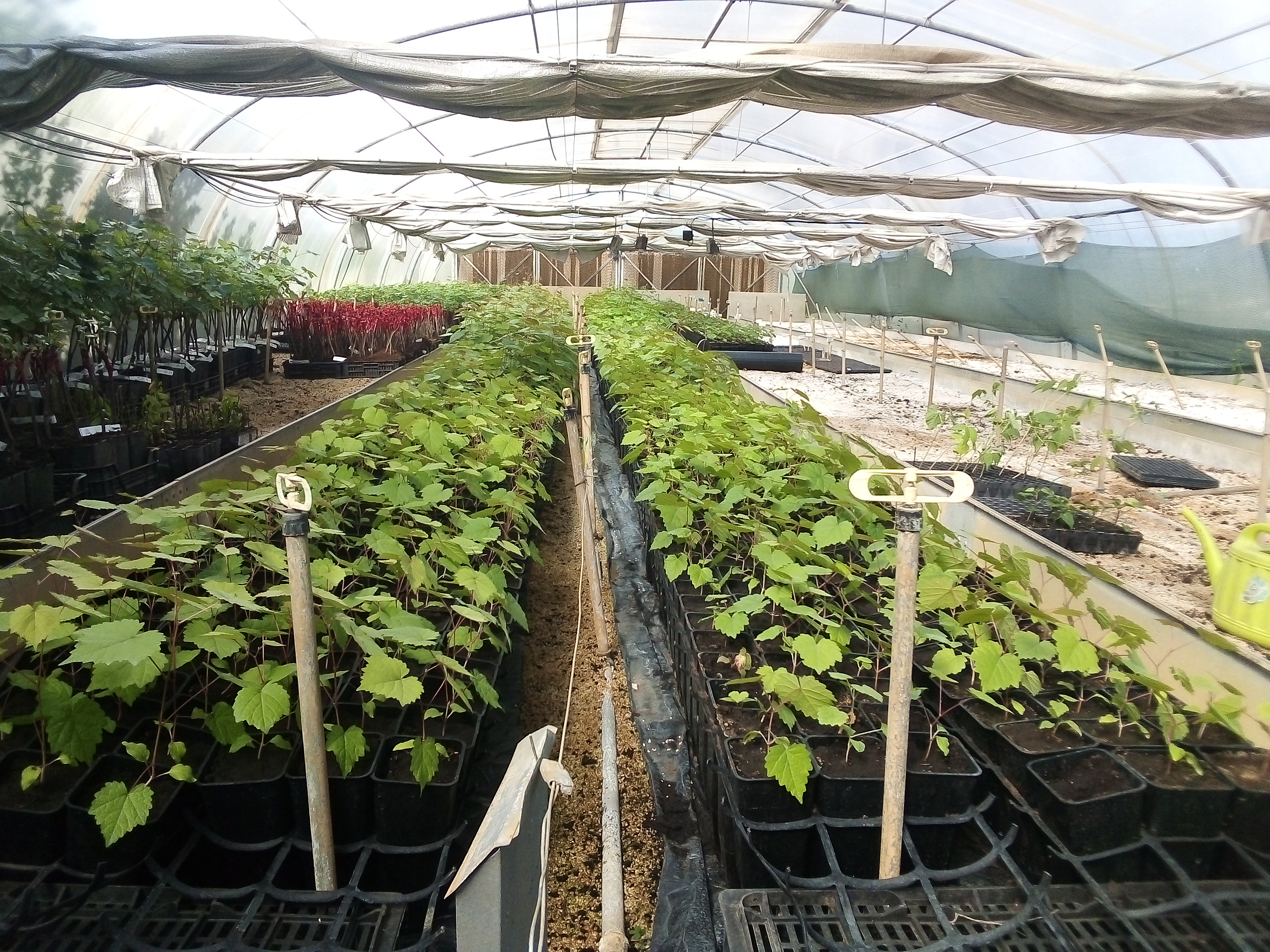
Obtenção castas multi-resistentes em Montemor.

Em 1984, 38 castas resistentes a fungos de Geisenheim foram submetidas ao teste de adaptação em Portugal no que diz respeito à sustentabilidade ecológica da produção de vinho. A casta nova “Defensor” foi reconhecida como a primeira casta nova resistente a fungos (interespecífica/Piwi) em Março de 2020 (Despacho  nº 3040/2020.)
Em 2000 e 2018, os projectos de investigação conjunta dos Viveiros PLANSEL Lda com a Universidade de Évora e o Instituto Nacional de Investigação Agrária e Veterinária (INIAV) foram reconhecidos para financiamento. Com base num acordo contratual com o Instituto Julius Kühn, está actualmente a ser realizada a introgressão de vários loci de resistência aos fungos de podridão em castas portuguesas de referencia (Touriga Nacional, Alvarinho e Fernão Pires), com o objectivo de poder fornecer à profissão, dentro de 20 anos, as suas próprias castas de sangue portuguesas, que respondam às alterações climáticas e às crescentes exigências ecológicas. Nas decadas passados, foram realizados mais de 30 projectos de investigação junto com diferentes organizações cientificas.
Entretanto, castas portuguesas foram introduzidas oficialmente e reconhecidas internacionalmente como clones do PLANSEL/JBP na Califórnia, Nova Zelândia e Austrália.

## Publicações

### Impressos
J. Böhm foi co-autor dos seguintes livros:
- O Grande Livro das Castas. Editora Chaves Ferreira, 2007; Prémio OiV 2010.
- D. João, Marquês de Montemor-o-Novo; Uma vida entre duas épocas. Editora Dinalivro, Lisboa 2010.
- O Atlas das Castas Ibericas. Editora Dinalivro, Lisboa 2011; prémio OiV 2013.
  - Rebsortenatlas Spanien und Portugal. Verlag: Eugen Ulmer KG, Stuttgart 2011.
  - Vine Atlas of Spain and Portugal. Auto-publicação; Distribuido pelo IVV Lisboa, 2011.
- O Grande Livro da Oliveira e do Azeite. Editora Dinalivro, Lisboa 2013.
- Glosario Ilustrado do Vinho. Editora Dinlivro, Lisboa 2017.
- Mais de 50 publicações na imprensa especializada (Alemanha e Portugal).

### Internet
Böhm é co-editor:
- Vine to Wine Circle. Portal trilingue em português, inglês e alemão contendo todo o conteúdo do O Atlas das Castas Ibericas, material extensivo do O Grande Livro das Castas e material adicional sobre regiões vinícolas portuguesas e outros tópicos vitivinícolas. Lisboa 2013. Online.

## Prêmios, homenagens e condecorações

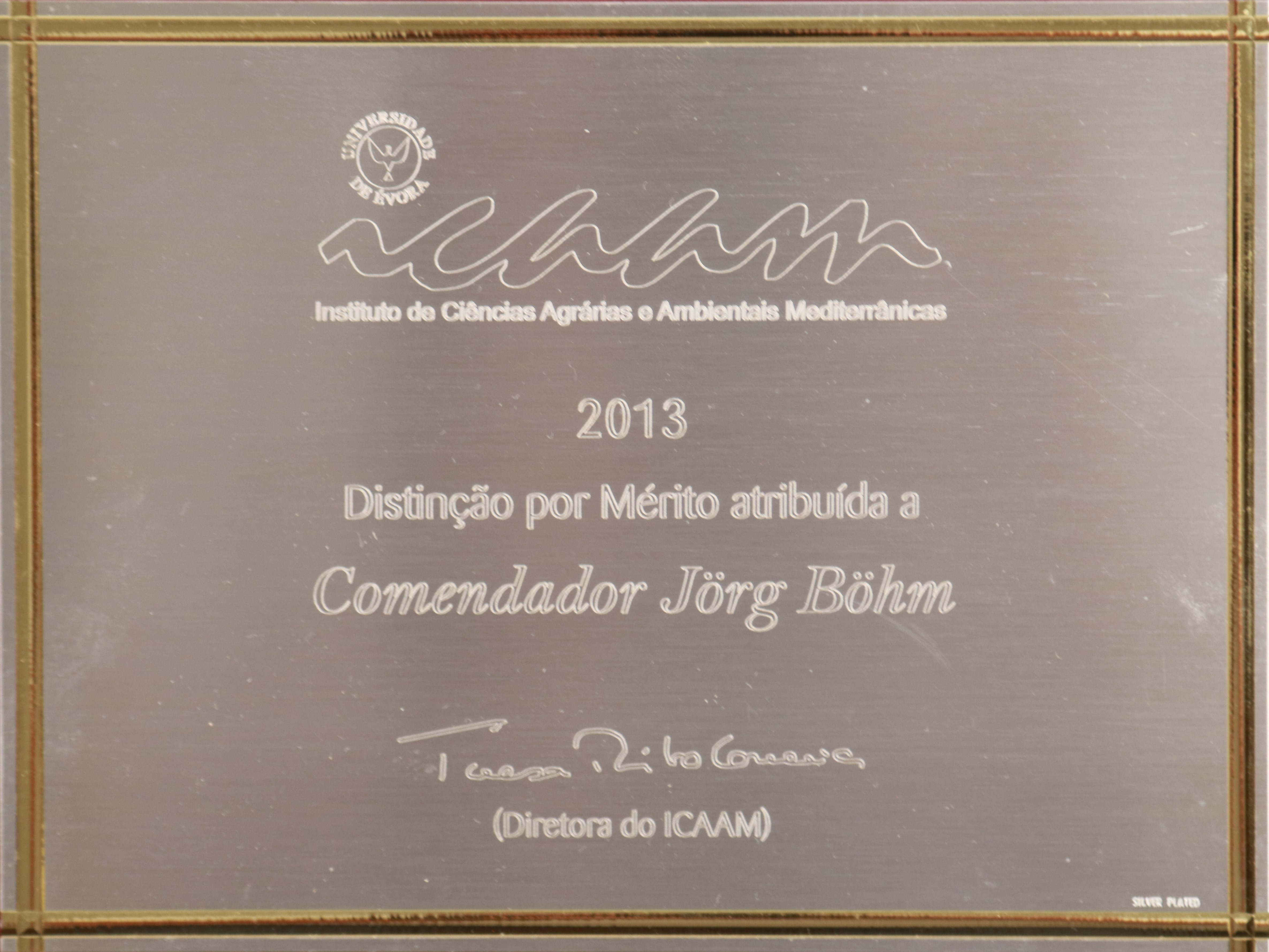
Homenagem da Universidade de Évora.

- 2006: Nomeação como Comendador de merito agrícola pelo Presidente da República Portuguesa
- 2008: Prémio para o melhor técnico de viticultura (Revista do Vinho)
- 2013: Placa de Honra da Universidade de Évora
- 2014: Medalha de Honra da Academia das Ciências de Lisboa
- Dois dos seus livros ganharam prémios na Organização Internacional da Vinha e do Vinho (OiV).

## Eventos

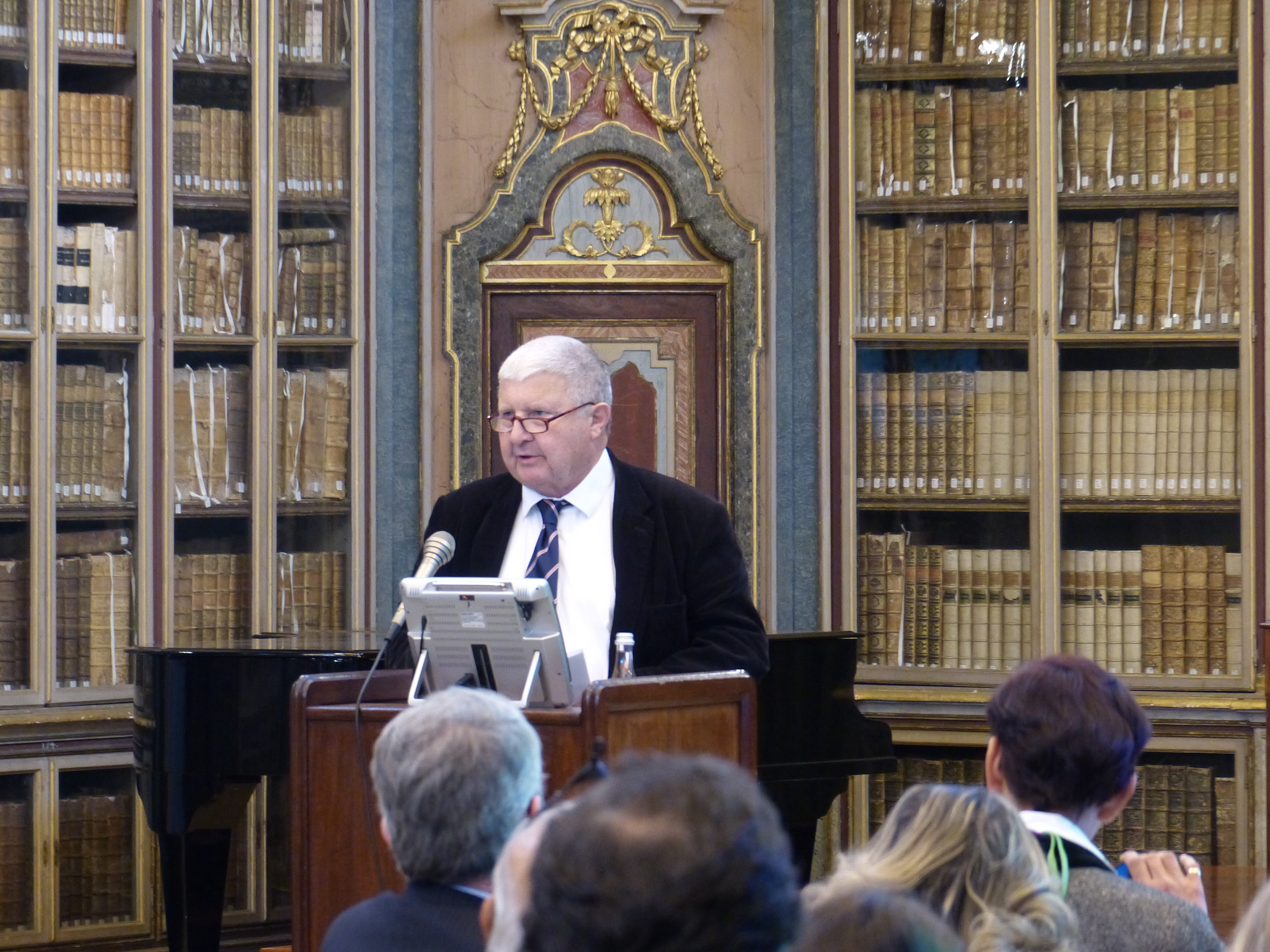
Böhm como organizador do Simpósio para a Viticultura Sustentável na Academia das Ciências de Lisboa.

J. Böhm organizou com responsabilidade financeira e tecnica eventos estratégicos para a inovação vitivinícola com peritos internacionais de renome:
- Anos 80: Organizador de 5 seminários com oradores internacionais
- 1991: Organizador do simpósio no Instituto de Investigação Agrícola em Oeiras sobre a criação de uma agência interprofissional para promoção do vinho Português
- 2003: ‘Conviner’ no Simpósio ISHS sobre Viticultura, Produção e Ciência no Centro de Congressos de Lisboa
- 2009: Organizador do Simpósio sobre Viticultura e Marketing na Universidade de Évora
- 2015: Organizador do Simpósio sobre Viticultura Sustentável na Academia das Ciências de Lisboa